# Vladivideo's
De Vladivideo's zijn een verzameling video-opnamen, amateurbeelden gemaakt door de Peruaanse presidentieel adviseur Vladimiro Montesinos in de lokalen van de geheime dienst (Servicio de Inteligencia Nacional, SIN) van Peru. Op deze video's is te zien hoe Montesinos, en daarmee de regering van Alberto Fujimori, talrijke politici, rechters, industriëlen, bankiers, mediabaronnen en zelfs topsporters omkoopt ten voordele van de regering. Op deze manier moest oppositie worden voorkomen. De ontdekking van deze video's, die Montesinos verborgen hield in zijn huis aan het strand van Arica (Lurín), had in Peru een impact vergelijkbaar met die van het Watergateschandaal voor de Verenigde Staten. Het leidde tot het einde van de regering van Fujimori.  

## Geschiedenis

### Ontdekking van de banden
In 2000 kreeg journalist en congreslid voor het Frente Independiente Moralizador (FIM) Luis Iberico een van de VHS-banden in handen via een bron bij de SIN. Deze bron, die Iberico heimelijk ontmoette, maakte deel uit van een groep van acht personen. Hij vroeg garanties voor zijn leven en voldoende geld voor de hele groep om het land te verlaten. Drie weken na de ontmoeting zouden de beelden moeten worden uitgezonden. De uitzending van die eerste video vond echter een week eerder plaats dan afgesproken, doordat FIM-leden inmiddels met de dood werden bedreigd. 

### De eerste video: 14 september 2000
De uitzending zou volgens de nieuwe plannen plaatsvinden op 14 september 2000. Nadat ze de beelden van ondertiteling hadden voorzien gaven fractieleden van de FIM een kopie van de band aan betaalkanaal Canal N, voor geval hun plannen zouden mislukken. Deze voorzorg namen ze omdat ze immers al met de dood waren bedreigd. 
De FIM liet de band zien bij een persconferentie die de partij had belegd om de terugtrekking uit een OAS-overleg aan te kondigen. Bij deze gelegenheid toonden ze beelden waarop te zien was hoe Montesinos Alberto Kouri, die onlangs voor de oppositiepartij Peru Posible in het parlement was gekozen, omkocht om zijn partij te verlaten en toe te treden tot regeringspartij Peru 2000.

### De gevolgen
Na de vertoning van deze video vluchtte Montesinos naar Panama, Fujimori naar Japan en ook anderen die verwachtten aan de kaak te worden gesteld namen de wijk. President Fujimori probeerde vanuit Japan om per fax af te treden, maar dat werd door het parlement niet aanvaard. In plaats daarvan zette het parlement Fujimori per 21 november 2000 af, op grond van "permanente morele ongeschiktheid" voor het ambt. 
Verondersteld wordt dat er meer vladivideo's bestaan dan de banden die uiteindelijk ontdekt zijn. Voormalig president Alberto Fujimori zou banden hebben verduisterd uit de woning van de ex-vrouw van Montesinos, en Montesinos zou ook banden bewaard hebben op nog onbekende plekken. Toch is er een aanzienlijke hoeveelheid banden vertoond voor een parlementaire onderzoekscommissie, aanvankelijk voorgezeten door David Waisman tijdens de overgangsregering van Valentín Paniagua, en later door Daniel Estrada Pérez tijdens de regering van Alejandro Toledo.  